# Арта (ном)
А́рта (греч. Άρτα) — ном в Греции, в области Эпир. Столица — город Арта.
Население 78 134 жителей (перепись 2001 года).
Этот регион известен своей сельскохозяйственной продукцией, в частности цитрусовыми.